# Diana Velez
Diana Carolina Vélez Ladeuth (Cali, Colombia; 4 de abril de 1993) es una futbolista Colombiana, juega como defensa y su club actual es el Independiente Santa Fe de la Liga Profesional Femenina de Colombia.

## Clubes
Carolina Vélez a los 14 años integró el Club Independiente Cali, en el que se retiró debido a una lesión en la rodilla. Pasó a jugar fútbol sala con el Valle Futsal y para el año 2017 y tras su recuperación, sería fichada por el América de Cali para jugar la primera edición de la Liga Profesional Femenina de su país. 
| Club                   | País     | Temporadas        | PJ | Goles |
| ---------------------- | -------- | ----------------- | -- | ----- |
| Independiente Cali     | Colombia | 2007 - 2013       |    |       |
| Valle Futsal           | Colombia | 2014 - 2016       |    |       |
| América de Cali        | Colombia | 2017 - 2018       |    |       |
| Independiente Santa Fe | Colombia | 2018 - actualidad |    |       |

## Palmarés
Es campeona con Independiente Santa Fe, en la Liga Profesional Femenina de Fútbol de Colombia de 2020.

## Selección Colombia
Formó parte del plantel con la que la Selección Colombia quedó campeona del Sudamericano Femenino Sub-17 de 2008. También formó parte del plantel con el que la Selección Colombia jugó el Mundial Femenino Sub-17 de 2008.